# Крумовград
Кру́мовград (болг. Крумовград) — місто в Кирджалійській області Болгарії. Адміністративний центр общини Крумовград.

## Населення
За даними перепису населення 2011 року у місті проживали 5070 осіб.
Національний склад населення міста:
| Національність   | Кількість осіб | Відсоток |
| ---------------- | -------------- | -------- |
| болгари          | 2483           | 69,8%    |
| турки            | 961            | 27,0%    |
| інша             | 30             | 0,8%     |
| не визначились   | 82             | 2,3%     |
| Всього відповіли | 3559           |          |

Розподіл населення за віком у 2011 році:
Динаміка населення: